# Éric Hautecloque-Raysz
Éric Hautecloque-Raysz, né en 1960, est un officier général français.

## Biographie

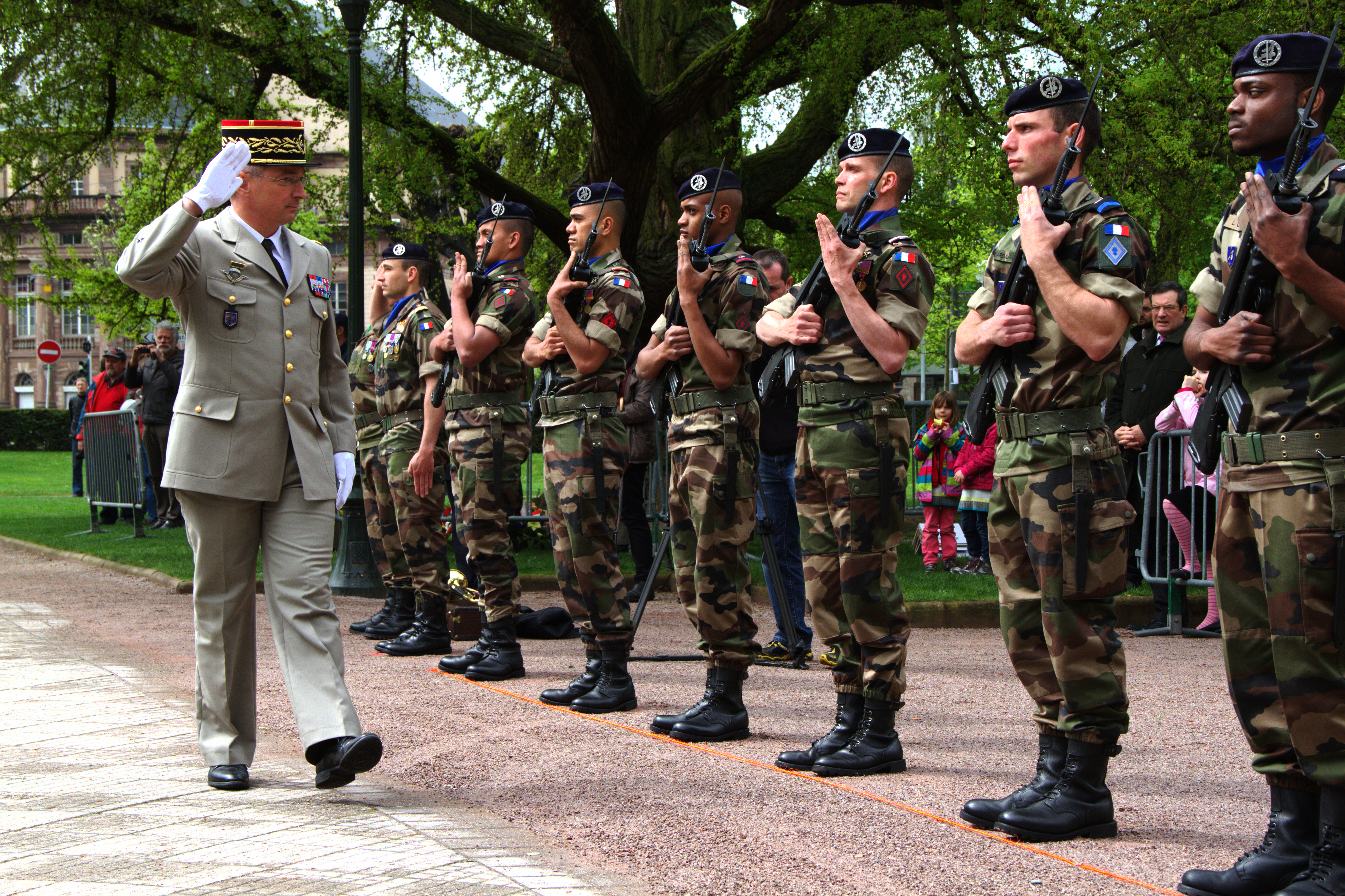
Le général Hautecloque-Raysz passe en revue un détachement de l’Eurocorps lors de la journée du souvenir de la déportation, Strasbourg 28 avril 2013.

Éric Hautecloque-Raysz est nommé général de brigade le 1er avril 2012.
Il a commandé le dernier mandat de la Task Force Lafayette en Afghanistan du 14 avril 2012 au 25 novembre 2012.
Il est nommé Gouverneur militaire de Strasbourg, commandant de la  2e brigade blindée, délégué militaire départemental et commandant d’armes de la ville de Strasbourg le 1er août 2012. Il prend ses fonctions en décembre de la même année.
En juillet 2014, le général Hautecloque-Raysz devient le chef d’État-major pour un an de la Force intérimaire des Nations unies au Liban (FINUL).
Il est nommé adjoint au commandant du corps de réaction rapide européen à compter du 1er juillet 2015.
Éric Hautecloque-Raysz est promu général de division le 1er mai 2016. Il est chargé de l'opération européenne de reconstruction des forces armées centrafricaines jusqu'en janvier 2017.
Le 1er janvier 2019, Éric Hautecloque-Raysz est promu général de corps d'armée.
En 2019, il devient directeur général du concours commun Mines-Ponts.

## Décorations
|  |  |  |
|  |  |  |
|  |  |  |
|  |  |  |

### Intitulés
- Commandeur de la Légion d'honneur en 2017[10] (officier en 2010[11], chevalier en 1999[12])
- Commandeur de l'ordre national du Mérite en 2014[13] (officier en 2006[14])
- Croix de la Valeur militaire avec deux citations
- Croix du combattant
- Médaille d'Outre-Mer
- Médaille de la Défense nationale, échelon argent
- Médaille de reconnaissance de la Nation
- Médaille commémorative française
- Médaille commémorative de la force de protection des Nations unies
- Médaille de service au Kosovo
- Médaille des Opérations dans les Balkans
- Médaille de service en Afghanistan